# Trosia albida
Trosia albida är en fjärilsart som beskrevs av Paul Dognin 1905. Trosia albida ingår i släktet Trosia och familjen Megalopygidae. Inga underarter finns listade i Catalogue of Life.